# قورقینا
قورقینا (به عربی: قورقینا) یک منطقهٔ مسکونی در سوریه است که در ناحیه قورقینا واقع شده‌است. قورقینا ۲٬۰۵۰ نفر جمعیت دارد.